# Charge sexuelle
La charge sexuelle est un concept psychologique et sociologique proche de la charge mentale. Dans ce phénomène, la gestion de la sexualité dans les rapports hétérosexuels incomberait surtout aux femmes, qui laisseraient notamment passer le plaisir de l'homme avant le leur.

## Description
La charge sexuelle induit des injonctions : esthétiques (dans le but de séduire), privilégier le désir et le plaisir de l'autre, la prise en charge de la contraception, les projets d'enfantement ou la prévention des maladies sexuellement transmissibles,,,,.
La charge sexuelle génère également une pression autour de normes sexuelles : l'hétérosexualité, l'injonction contradictoire entre acquérir de l'expérience sexuelle, mais sans multiplier trop les partenaires, afin de préserver sa respectabilité,,...
En février 2019, la journaliste Clémentine Gallot publiait sur Slate un article traitant du phénomène. En juin 2020, Clémentine Gallot et Caroline Michel publient un essai engagé, La Charge sexuelle. Pourquoi la sexualité est l’autre charge mentale des femmes, chez First Editions. Le psychologue clinicien et sexologue Sébastien Garero a également développé une réflexion sur cette question. La chroniqueuse Maïa Mazaurette s'est également exprimée sur ce concept.
La charge sexuelle désigne également la responsabilité pour la femme d'endosser la séduction dans le couple.